# Stocka
För växten stocka, se Daggkåpa.

Stocka är en tätort i Harmångers distrikt (Harmångers socken) i Nordanstigs kommun, Gävleborgs län (Hälsingland) belägen 26 kilometer norr om Hudiksvall, alldeles vid Bottenhavet.

## Historia
Orten har växt upp kring Stocka sågverk som grundades i slutet av 1850-talet ingick i Ströms Bruks AB. Sågverket lades ned 1993 av den dåvarande ägaren MoDo.

### Befolkningsutveckling
| Befolkningsutvecklingen i Stocka 1960–2020 | Befolkningsutvecklingen i Stocka 1960–2020 | Befolkningsutvecklingen i Stocka 1960–2020 | Befolkningsutvecklingen i Stocka 1960–2020 | Befolkningsutvecklingen i Stocka 1960–2020 |
| ------------------------------------------ | ------------------------------------------ | ------------------------------------------ | ------------------------------------------ | ------------------------------------------ |
|                                            |                                            |                                            |                                            |                                            |
| År                                         |                                            |                                            | Folkmängd                                  | Areal (ha)                                 |
| 1960                                       | 1960                                       |                                            | 664                                        |                                            |
| 1965                                       | 1965                                       |                                            | 641                                        |                                            |
| 1970                                       | 1970                                       |                                            | 547                                        |                                            |
| 1975                                       | 1975                                       |                                            | 508                                        |                                            |
| 1980                                       | 1980                                       |                                            | 539                                        |                                            |
| 1990                                       | 1990                                       |                                            | 517                                        | 95                                         |
| 1995                                       | 1995                                       |                                            | 492                                        | 95                                         |
| 2000                                       | 2000                                       |                                            | 414                                        | 92                                         |
| 2005                                       | 2005                                       |                                            | 365                                        | 92                                         |
| 2010                                       | 2010                                       |                                            | 382                                        | 92                                         |
| 2015                                       | 2015                                       |                                            | 340                                        | 95                                         |
| 2020                                       | 2020                                       |                                            | 351                                        | 91                                         |
|                                            |                                            |                                            |                                            |                                            |

## Samhället
Här finns en gästhamn med fyra meters djup. I anslutning till hamnen ligger anrika restaurangen Måsen.
Stocka Folkets hus genomgick 2006 en renovering och rymmer nu 200 personer och har funktion som bingohall, konferens- och festlokal.
Ön Rönnskär förbinds med en bro till Stocka tätort och är ett gammalt, ännu levande fiskeläge med tät bebyggelse. En enkelriktad väg, 700 meter lång, löper runt den kuperade ön. 

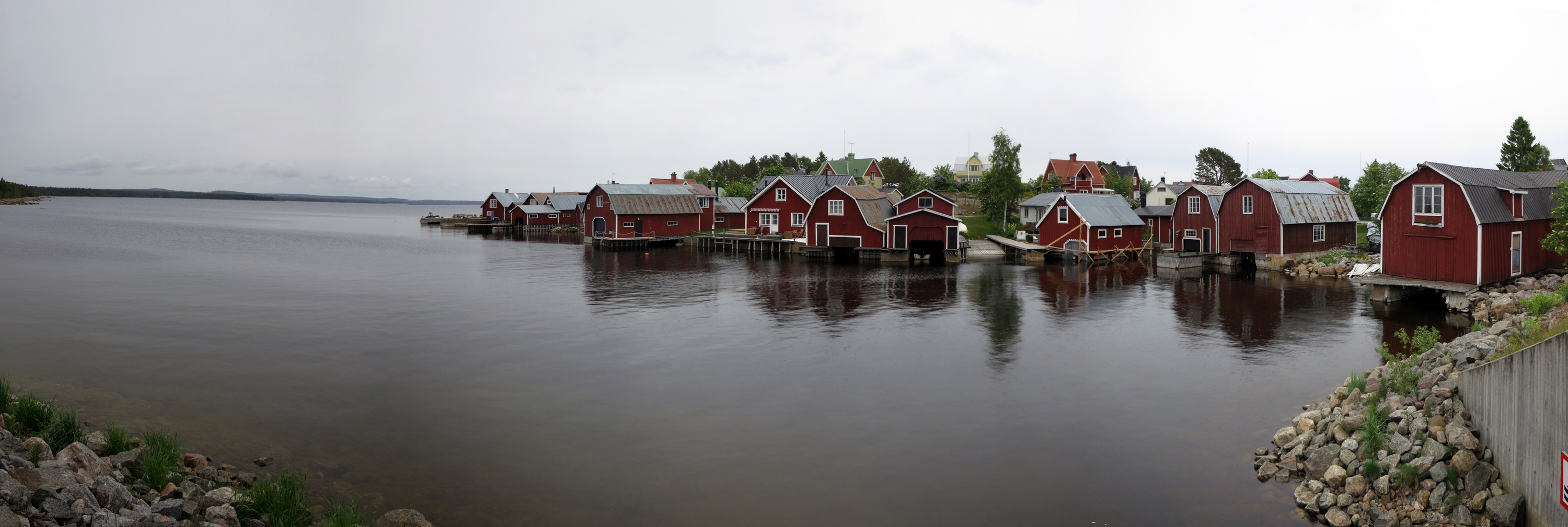
Rönnskär sett från bron till fastlandet

## Evenemang
Mellan 1999 och 2017 hölls Stocka filmfestival i ortens Folkets hus, som sedan 1920-talet inrymt en biograf.

## Stocka i litteraturen
I böckerna Stålbadet (1972) och Asfåglarna (1974) har Anderz Harning skildrat sin barndom i Stocka (även om orten inte nämns vid namn) under andra världskriget med en nazistisk far och en sadistisk styvmor.

## Personer från Stocka
- Anderz Harning, författare och samhällsdebattör.
- Bill Hugg, skådespelare.